# اتحادیه کشیماری
اتحادیه کشیماری (به لاتین: Kashimari Union) یک منطقهٔ مسکونی در بنگلادش است که در Shyamnagar Upazila واقع شده‌است.